# Pallavolo Modena 2011-2012
Questa voce raccoglie le informazioni riguardanti la Pallavolo Modena nelle competizioni ufficiali della stagione 2011-2012.

## Stagione
La stagione 2011-12 è per la Pallavolo Modena, sponsorizzata da Casa Modena, la quarantaquattresima nel massimo campionato italiano; in panchina viene confermato Daniele Bagnoli. La squadra non subisce grosse rivoluzioni, con Mikko Esko che riprende il suo posto di palleggiatore titolare e il cambio dei centrali, con l'innesto di Andrea Sala e Viktor Josifov.
In campionato la squadra chiude il girone di andata al terzo posto, frutto di dieci vittorie e tre sconfitte, risultato che consente la qualificazione alla Coppa Italia. Nel girone di ritorno sei vittorie e sette sconfitte fanno scendere i modenesi al quinto posto, con la conseguente qualificazione ai play-off scudetto.
Nei play-off scudetto la Pallavolo Modena viene inserita nel girone D, con Top Volley e Sisley Volley. A seguito di due sconfitte su altrettante partite viene eliminata dalla corsa scudetto.
Nella Coppa Italia il club si spinge fino alle semifinali, ma dopo aver eliminato la Gabeca Pallavolo nei quarti di finale viene sconfitta dall'Associazione Sportiva Volley Lube.
Nella Challenge Cup l'eliminazione avviene al secondo turno, il primo effettivamente disputato, ad opera dei lussemburghesi dello Strassen, che dopo aver perso in casa per 3-0, pareggiano il conto al PalaPanini ed eliminano i modenesi al golden set.

## Organigramma societario
Area direttiva
- Presidente: Giuliano Grani
- Vicepresidente: Gianpietro Peia
- Direttore generale: Bruno Da Re
- Amministrazione: Anna Incerti

Area organizzativa
- Team manager: Stefano Reggiani
- Segreteria generale: Luca Rigolon

Area tecnica
- Allenatore: Daniele Bagnoli
- Allenatore in seconda: Giampaolo Medei
- Scout man: Francesco Vecchi
- Responsabile settore giovanile: Elena Baschieri, Giulio Salvioli
- Assistente allenatori: Fabio Soli

Area comunicazione
- Responsabile comunicazioni: Filippo Marelli
- Responsabile palasport: Piergiorgio Turrini

Area marketing
- Ufficio marketing: Valentina Buttini

Area sanitaria
- Staff medico: Alessandro Cristano, Ennio Gallo, Luigi Tarallo
- Preparatore atletico: Alessandro Guazzaloca
- Fisioterapista: Massimo Forlani, Giovanni Poggioli

## Rosa
| N° | Nome              | Ruolo | Data di nascita   | Nazionalità sportiva |
| -- | ----------------- | ----- | ----------------- | -------------------- |
| 1  | Loris Manià       | L     | 27 gennaio 1979   | Italia               |
| 2  | Luca Catellani    | L     | 26 febbraio 1991  | Italia               |
| 3  | Andrea Sala       | C     | 27 dicembre 1978  | Italia               |
| 5  | Andrij Djačkov    | S     | 28 aprile 1985    | Ucraina              |
| 6  | Richard Nemec     | C     | 3 maggio 1972     | Slovacchia           |
| 6  | Łukasz Kadziewicz | C     | 20 settembre 1980 | Polonia              |
| 7  | Ángel Dennis (C)  | S/O   | 13 giugno 1977    | Italia               |
| 8  | Bertrand Carletti | P     | 19 aprile 1982    | Francia              |
| 9  | Dick Kooy         | S     | 3 dicembre 1987   | Paesi Bassi          |
| 11 | Giacomo Bellei    | S/O   | 7 febbraio 1988   | Italia               |
| 12 | Viktor Josifov    | C     | 16 ottobre 1985   | Bulgaria             |
| 14 | Mikko Esko        | P     | 3 settembre 1978  | Finlandia            |
| 15 | Matteo Martino    | S     | 28 gennaio 1987   | Italia               |
| 16 | Cristian Casoli   | S     | 27 gennaio 1975   | Italia               |
| 17 | Matthew Anderson  | S     | 18 aprile 1987    | Stati Uniti          |
| 18 | Cosimo Piscopo    | C     | 18 luglio 1983    | Italia               |
| -  | Fabio Bisi        | O     | 16 luglio 1994    | Italia               |
| -  | Elia Bossi        | C     | 15 agosto 1994    | Italia               |
| -  | Simone Scopelliti | C     | 6 aprile 1994     | Italia               |
| -  | Pietro Soli       | P     | 6 febbraio 1994   | Italia               |

## Mercato
| Acquisti | Acquisti          | Acquisti           | Acquisti   |
| R.       | Nome              | da                 | Modalità   |
| -------- | ----------------- | ------------------ | ---------- |
| S        | Matthew Anderson  | Hyundai Skywalkers | ?          |
| P        | Bertrand Carletti | Piemonte           | definitivo |
| S        | Andrij Djačkov    | Forlì              | ?          |
| C        | Łukasz Kadziewicz | Jastrzębski Węgiel | ?          |
| S        | Matteo Martino    | Lube               | definitivo |
| C        | Andrea Sala       | Trentino           | definitivo |
| C        | Viktor Josifov    | M. Roma            | ?          |

| Cessioni | Cessioni           | Cessioni       | Cessioni      |
| R.       | Nome               | a              | Modalità      |
| -------- | ------------------ | -------------- | ------------- |
| S        | Jurij Berežko      | Zenit-Kazan    | definitivo    |
| S/O      | Alberto Casadei    | Tricolore      | prestito      |
| L        | Edoardo Ciabattini | Gabeca         | definitivo    |
| C        | Sebastián Creus    | Umbria         | definitivo    |
| P        | Bruno de Rezende   | Cimed          | fine prestito |
| S        | Luis Díaz          | Callipo        | definitivo    |
| P        | Marco Fabroni      | Segrate        | definitivo    |
| C        | Wytze Kooistra     | Skra Bełchatów | definitivo    |

## Risultati

### Serie A1

#### Girone di andata
| 1ª giornata – 25 settembre 2011 PalaPanini, Modena        | Modena             | 3 - 1 | M. Roma           | 21-25, 25-21, 25-17, 25-19        |
| 2ª giornata – 2 ottobre 2011 PalaDeAndrè, Ravenna         | Robur Angelo Costa | 0 - 3 | Modena            | 29-31, 16-25, 20-25               |
| 3ª giornata – 9 ottobre 2011 PalaPanini, Modena           | Modena             | 3 - 0 | Gabeca            | 25-15, 26-24, 25-19               |
| 4ª giornata – 16 ottobre 2011 PalaPanini, Modena          | Modena             | 3 - 0 | Piacenza          | 25-20, 25-13, 25-18               |
| 5ª giornata – 23 ottobre 2011 PalaFabris, Padova          | Padova             | 2 - 3 | Modena            | 25-19, 19-25, 25-23, 29-31, 15-17 |
| 6ª giornata – 29 ottobre 2011 PalaPanini, Modena          | Modena             | 0 - 3 | Trentino          | 17-25, 20-25, 16-25               |
| 7ª giornata – 5 novembre 2011 PalaFontescodella, Macerata | Lube               | 3 - 1 | Modena            | 22-25, 25-23, 25-17, 25-22        |
| 8ª giornata – 8 dicembre 2011 PalaPanini, Modena          | Modena             | 3 - 2 | Umbria            | 25-18, 23-25, 18-25, 25-12, 15-13 |
| 9ª giornata – 11 dicembre 2011 Spes Arena, Belluno        | Treviso            | 2 - 3 | Modena            | 25-23, 22-25, 25-15, 20-25, 13-15 |
| 10ª giornata – 18 dicembre 2011 PalaPanini, Modena        | Modena             | 3 - 1 | Top Volley Latina | 25-20, 23-25, 25-16, 25-16        |
| 11ª giornata – 26 dicembre 2011 PalaOlimpia, Verona       | BluVolley Verona   | 2 - 3 | Modena            | 25-20, 25-22, 14-25, 23-25, 13-15 |
| 12ª giornata – 29 dicembre 2011 PalaPanini, Modena        | Modena             | 3 - 0 | Callipo           | 25-21, 30-28, 27-25               |
| 13ª giornata – 5 gennaio 2011 PalaBreBanca, Cuneo         | Piemonte           | 3 - 2 | Modena            | 22-25, 16-25, 25-22, 25-18, 15-13 |

#### Girone di ritorno
| 1ª giornata – 8 gennaio 2012 Palazzetto dello Sport, Roma   | M. Roma           | 2 - 3 | Modena             | 26-24, 25-19, 20-25, 26-28, 16-18 |
| 2ª giornata – 15 gennaio 2012 PalaPanini, Modena            | Modena            | 3 - 0 | Robur Angelo Costa | 25-21, 25-21, 25-16               |
| 3ª giornata – 22 gennaio 2012 Palazzetto dello Sport, Monza | Gabeca            | 3 - 0 | Modena             | 28-26, 25-22, 25-18               |
| 4ª giornata – 29 gennaio 2012 PalaBanca, Piacenza           | Piacenza          | 3 - 1 | Modena             | 25-23, 19-25, 27-25, 25-18        |
| 5ª giornata – 5 febbraio 2011 PalaPanini, Modena            | Modena            | 3 - 0 | Padova             | 25-21, 25-20, 25-21               |
| 6ª giornata – 12 febbraio 2011 PalaTrento, Trento           | Trentino          | 3 - 0 | Modena             | 34-32, 25-21, 25-15               |
| 7ª giornata – 26 febbraio 2011 PalaPanini, Modena           | Modena            | 0 - 3 | Lube               | 23-25, 23-25, 23-25               |
| 8ª giornata – 3 marzo 2011 PalaKemon, San Giustino          | Umbria            | 3 - 1 | Modena             | 25-20, 18-25, 28-26, 34-32        |
| 9ª giornata – 7 marzo 2011 PalaPanini, Modena               | Modena            | 1 - 3 | Treviso            | 25-20, 20-25, 21-25, 18-25        |
| 10ª giornata – 11 marzo 2011 PalaBianchini, Latina          | Top Volley Latina | 2 - 3 | Modena             | 17-25, 20-25, 28-26, 25-22, 12-15 |
| 11ª giornata – 18 marzo 2011 PalaPanini, Modena             | Modena            | 3 - 1 | BluVolley Verona   | 25-22, 33-31, 22-25, 25-17        |
| 12ª giornata – 25 marzo 2011 PalaValentia, Vibo Valentia    | Callipo           | 2 - 3 | Modena             | 25-27, 19-25, 25-21, 25-23, 13-15 |
| 13ª giornata – 1º aprile 2011 PalaPanini, Modena            | Modena            | 0 - 3 | Piemonte           | 22-25, 14-25, 21-25               |

#### Play-off scudetto
| Girone D (2ª giornata) – 8 aprile 2012 Spes Arena, Belluno | Treviso           | 3 - 1 | Modena | 25-21, 21-25, 25-18, 25-22 |
| Girone D (3ª giornata) – 9 aprile 2012 Spes Arena, Belluno | Top Volley Latina | 3 - 1 | Modena | 19-25, 25-20, 25-23, 25-23 |

### Coppa Italia

#### Fase ad eliminazione diretta
| Quarti di finale – 25 gennaio 2012 PalaPanini, Modena | Modena | 3 - 1 | Gabeca | 35-33, 25-21, 25-27, 25-17 |
| Semifinali – 18 febbraio 2012 PalaLottomatica, Roma   | Lube   | 3 - 1 | Modena | 25-14, 25-18, 22-25, 25-22 |

### Challenge Cup

#### Fase ad eliminazione diretta
| Secondo turno (andata) – 13 dicembre 2011 PalaPanini, Modena         | Modena   | 3 - 0 | Strassen | 25-16, 25-23, 25-15                 |
| Secondo turno (ritorno) – 20 dicembre 2011 Hall Omnisports, Strassen | Strassen | 3 - 0 | Modena   | 25-15, 30-28, 25-18 Golden set 15-5 |

## Statistiche

### Statistiche di squadra
| Competizione  | Punti | In casa | In casa | In casa | In trasferta | In trasferta | In trasferta | Totale | Totale | Totale |
| Competizione  | Punti | G       | V       | P       | G            | V            | P            | G      | V      | P      |
| ------------- | ----- | ------- | ------- | ------- | ------------ | ------------ | ------------ | ------ | ------ | ------ |
| Serie A1      | 42    | 13      | 9       | 4       | 13           | 7            | 6            | 28     | 16     | 12     |
| Coppa Italia  | -     | 1       | 1       | 0       | -            | -            | -            | 2      | 1      | 1      |
| Challenge Cup | -     | 1       | 1       | 0       | 1            | 0            | 1            | 1      | 1      | 1      |

G = partite giocate; V = partite vinte; P = partite perse

### Statistiche dei giocatori
| M. Anderson   | 28 | 435 | 367 | 29 | 39 | 2 | 34 | 29 | 2 | 3 | 0 | 0  | Statistiche assenti | 30 | 46  | 398 | 31 | 42 |
| G. Bellei     | 22 | 35  | 16  | 1  | 18 | 2 | 1  | 0  | 0 | 1 | 2 | 27 | Statistiche assenti | 26 | 63  | 16  | 1  | 19 |
| F. Bisi       | -  | -   | -   | -  | -  | - | -  | -  | - | - | 1 | 8  | Statistiche assenti | 1  | 8   | -   | -  | -  |
| E. Bossi      | 0  | 0   | 0   | 0  | 0  | - | -  | -  | - | - | 1 | 3  | Statistiche assenti | 1  | 3   | -   | -  | -  |
| B. Carletti   | 26 | 8   | 2   | 5  | 1  | 2 | 1  | 0  | 1 | 0 | 2 | 7  | Statistiche assenti | 30 | 18  | 2   | 6  | 1  |
| C. Casoli     | 19 | 24  | 19  | 3  | 2  | 0 | 0  | 0  | 0 | 0 | 2 | 15 | Statistiche assenti | 21 | 39  | 19  | 3  | 2  |
| L. Catellani  | 1  | -   | -   | -  | -  | 0 | -  | -  | - | - | 2 | -  | Statistiche assenti | 3  | -   | -   | -  |    |
| A. Dennis     | 28 | 451 | 293 | 23 | 36 | 2 | 45 | 38 | 3 | 4 | 0 | 0  | Statistiche assenti | 30 | 496 | 431 | 26 | 40 |
| A. Djačkov    | 5  | 12  | 10  | 1  | 1  | - | -  | -  | - | - | - | -  | Statistiche assenti | 5  | 12  | 10  | 1  | 1  |
| M. Esko       | 28 | 89  | 51  | 29 | 9  | 2 | 6  | 2  | 4 | 0 | 0 | 0  | Statistiche assenti | 30 | 95  | 53  | 33 | 9  |
| Ł. Kadziewicz | 4  | 29  | 23  | 5  | 1  | 1 | 2  | 2  | 0 | 0 | - | -  | Statistiche assenti | 5  | 31  | 25  | 5  | 1  |
| D. Kooy       | 18 | 128 | 101 | 11 | 16 | 1 | 7  | 6  | 1 | 0 | - | -  | Statistiche assenti | 19 | 135 | 107 | 12 | 16 |
| L. Manià      | 28 | -   | -   | -  | -  | 2 | -  | -  | - | - | 0 | 0  | Statistiche assenti | 30 | -   | -   | -  | -  |
| M. Martino    | 25 | 186 | 157 | 11 | 18 | 2 | 18 | 14 | 2 | 2 | 1 | 15 | Statistiche assenti | 28 | 219 | 171 | 13 | 20 |
| C. M. Piscopo | 18 | 124 | 75  | 45 | 4  | 2 | 8  | 5  | 3 | 0 | 1 | 5  | Statistiche assenti | 21 | 137 | 80  | 48 | 4  |
| A. Sala       | 28 | 279 | 176 | 72 | 31 | 2 | 15 | 6  | 8 | 1 | 0 | 0  | Statistiche assenti | 30 | 294 | 182 | 80 | 32 |
| S. Scopelliti | -  | -   | -   | -  | -  | - | -  | -  | - | - | 1 | 3  | Statistiche assenti | 1  | 3   | -   | -  | -  |
| P. Soli       | -  | -   | -   | -  | -  | - | -  | -  | - | - | 1 | 1  | Statistiche assenti | 1  | 1   | -   | -  | -  |
| V. Josifov    | 11 | 67  | 43  | 17 | 7  | 1 | 7  | 7  | 0 | 0 | 1 | 7  | Statistiche assenti | 13 | 81  | 50  | 17 | 7  |

P = presenze; PT = punti totali; AV = attacchi vincenti; MV = muri vincenti; BV = battute vincenti